# Saga Airlines
Saga Airlines war eine türkische Charterfluggesellschaft mit Sitz in Istanbul und Basis auf dem Flughafen Istanbul-Atatürk.

## Geschichte
Die Vorbereitungen begannen bereits 2002, die Betriebsaufnahme der Saga Airlines erfolgte schließlich im April 2004. Die Gesellschaft stellte den Flugbetrieb im Jahr 2013 ein. 

## Flugziele
Neben dem Chartergeschäft betrieb Saga Airlines ihre Flugzeuge auch im Wet-Lease für andere Fluggesellschaften. So wurde ein Airbus A310-300 für Ariana Afghan Airlines auf der Strecke von Kabul nach Frankfurt eingesetzt, da diese selbst auf der Liste der Betriebsuntersagungen für den Luftraum der Europäischen Union geführt wird.

## Flotte
Das letzte Flugzeug, ein Airbus A320-200, wurde Anfang Juli 2013 an den Leasinggeber zurückgegeben.